# Sauvignon
Sauvignon, tudi muškatni silvanec (oz. beli sauvignion, francosko: sauvignion blanc) je bela sorta vinske trte, ki verjetno izvira iz okolice Bordeauxa (Francija). Danes je v svetovnem merilu zelo razširjena. Trta se obira pozno, vino je suho in ima precejšnjo stopnjo alkohola. 
V Sloveniji je sauvignion v največji meru pridelovan v okolici podravske in primorske vinorodne regije.